# 郭少春
郭少春（1968年2月—），男，福建人，中华人民共和国外交官，曾任中华人民共和国驻津巴布韦共和国特命全权大使，现任中华人民共和国驻洛杉矶总领事。

## 生平
1990年，加入中华人民共和国外交部。历任驻英国大使馆随员，外交部领事司处长，驻菲律宾大使馆参赞，全国人大外事委员会办公室副主任，外交部领事司参赞、副司长、司长。2019年3月，出任中华人民共和国驻津巴布韦大使。2022年12月，自驻津巴布韦大使离任。2023年2月，出任中华人民共和国驻洛杉矶总领事。

## 家庭
已婚，有一女。